# Rügisch-Pommerscher Geschichtsverein
Der Rügisch-Pommersche Geschichtsverein zu Greifswald und Stralsund war ein regionaler Geschichtsverein in Nordostdeutschland. Er wurde 1899 gegründet und stand in Nachfolge der Abteilung Greifswald bzw. des Greifswalder Ausschusses der Gesellschaft für pommersche Geschichte und Altertumskunde. Diese trug bereits seit 1870 die Bezeichnung „Rügisch-Pommersche Abtheilung“ und seit 1885 „Rügisch-Pommerscher Geschichtsverein“. Die endgültige Loslösung von der Gesellschaft erfolgte jedoch erst mit Verabschiedung einer eigenen Satzung auf der konstituierenden Sitzung am 28. Oktober 1899.
Als seinen Wirkungskreis betrachtete er den Regierungsbezirk Stralsund innerhalb der preußischen Provinz Pommern, für den sich im 19. Jahrhundert nach dem Übergang an Preußen auch die Bezeichnung „Neuvorpommern und Rügen“ eingebürgert hatte. Er war identisch mit dem Gebietsstand Schwedisch-Pommerns zwischen 1720 und 1815.
Als Vereinszeitschrift gab er die Pommerschen Jahrbücher heraus, die von 1900 bis 1940 in 34 regulären und drei Ergänzungsbänden erschienen.
Mit dem Ende des Zweiten Weltkrieges endete auch die Tätigkeit des Vereins. Er wurde wie alle früheren Geschichtsvereine in der SBZ von der Besatzungsmacht nicht wieder zugelassen. Heute sieht sich die Gesellschaft für pommersche Geschichte, Altertumskunde und Kunst e. V. auch als sein Nachfolger, weshalb ihre Vereinszeitschrift, die Baltischen Studien, seit 1996 den Zusatztitel „Pommersche Jahrbücher für Landesgeschichte“ trägt.
Das archivierte Schriftgut des Vereins wird zusammen mit dem der Abteilung Greifswald der Gesellschaft für pommersche Geschichte und Altertumskunde im Universitätsarchiv Greifswald aufbewahrt.